# Syncom
Syncom (de "synchronous communication satellite") iniciado em 1961 como um programa da NASA para satélites de comunicação ativos em órbita geossíncrona, todos eles sendo desenvolvidos e fabricados pela Hughes Space and Communications.
O Syncom 2, lançado em 1963, foi o primeiro satélite de comunicação geoestacionário do Mundo. O Syncom 3, lançado em 1964, foi o primeiro satélite geoestacionário do Mundo.
Nos anos 80, a série continuou com a denominação de Syncom IV com satélites muito maiores também fabricados pela Hughes. Eles foram cedidos em forma de "leasing" para um programa militar Norte americano chamado Leasat.
|                               |  |                                      |
| O Syncom de primeira geração. |  | O Syncom de segunda geração, Leasat. |

## Syncom 1, 2 e 3

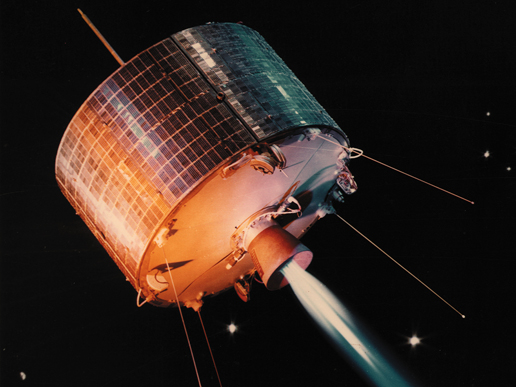
O Syncom 1 acionando seu motor de apogeu.

### Características comuns
Os três primeiros satélites da série Syncom eram espaçonaves experimentais construídas pela Hughes Aircraft Company em Culver City, Califórnia. Todos baseados na plataforma HS-381, eles tinham a forma cilíndrica, com 71 cm de diâmetro e 39 cm da altura. Abastecidos para o lançamento, pesavam 68 kg, e quando em órbita, 39 kg, sendo 25 kg de carga útil.
Eles eram capazes de emitir sinais em dois transponders consumindo apenas 2 W. Com isso, os satélites Syncom só eram capazes de manter uma única conversação telefônica (2 vias), ou 16 conexões de teletipo. Pesquisa efetuada em 13/07/2013 no site U.S. Registry of Objects Launched into Outer Space, dá conta de que os três satélites permaneciam em órbita.

### Syncom 1
O Syncom 1 deveria ter sido o primeiro satélite de comunicação geossíncrono do Mundo. Lançado em 14 de Fevereiro de 1963 por um foguete Delta B#16 a partir da Estação da Força Aérea de Cabo Canaveral, mas falhou em atingir a órbita ideal pretendida devido a problemas eletrônicos.

### Syncom 2
O Syncom 2, acabou se tornando primeiro satélite de comunicação "quase" geossíncrono do Mundo devido a falha do seu antecessor. A sua órbita acabou sendo inclinada em vez de geoestacionária. Lançado em 26 de Julho de 1963 por um foguete Delta B#20 a partir da Estação da Força Aérea de Cabo Canaveral, o satélite atingiu a órbita à altitude calculada por Herman Potočnik Noordung nos anos 20.
Durante o primeiro ano de operação do Syncom 2, a NASA efetuou testes de voz, teletipo, e fax, assim como 110 demonstrações públicas para exibir as capacidades desse satélite, inclusive, solicitando retorno. Em Agosto de 1963, o Presidente John F. Kennedy, em Washington, D.C., telefonou ao Primeiro Ministro Nigeriano, Abubakar Balewa a bordo do USNS Kingsport atracado no porto de Lagos; sendo a primeira ligação telefônica por satélite entre chefes de governo. O Kingsport nesse caso, atuou como estação de controle, transmissão e recepção.
O Syncom 2 também participou de uma série de testes de transmissão de TV de Fort Dix, Nova Jérsei para uma estação de terra em Andover, Maine a partir de 29 de Setembro de 1963; conseguindo a primeira transmissão de TV por um satélite geossíncrono, apesar de baixa qualidade e sem áudio.

### Syncom 3
O Syncom 3, acabou se tornando primeiro satélite de comunicação "quase" geossíncrono do Mundo, lembrando que o seu antecessor acabou entrando numa órbita inclinada. Lançado em 19 de Agosto de 1964 por um foguete Delta B#25 a partir da Estação da Força Aérea de Cabo Canaveral, o satélite em órbita perto da Linha Internacional de Data, foi equipado com um canal de televisão de banda larga que acabou sendo usado para transmitir os Jogos Olímpicos de Verão de 1964 em Tóquio para os Estados Unidos.
Apesar de o Syncom 3 algumas vezes receber os créditos pela primeira transmissão de TV a cruzar o Oceano Pacífico, esse "título" pertence ao satélite Relay 1 que transmitiu sinais de TV dos Estados Unidos para o Japão em 22 de Novembro de 1963.
Desligado em 1969, segundo levantamento de Dezembro de 2009, ele continuava em órbita geossíncrona. Em 40 anos ele deslocou sua órbita apenas 8 graus para Oeste, para a longitude 172.

## Syncom IV (Leasat)

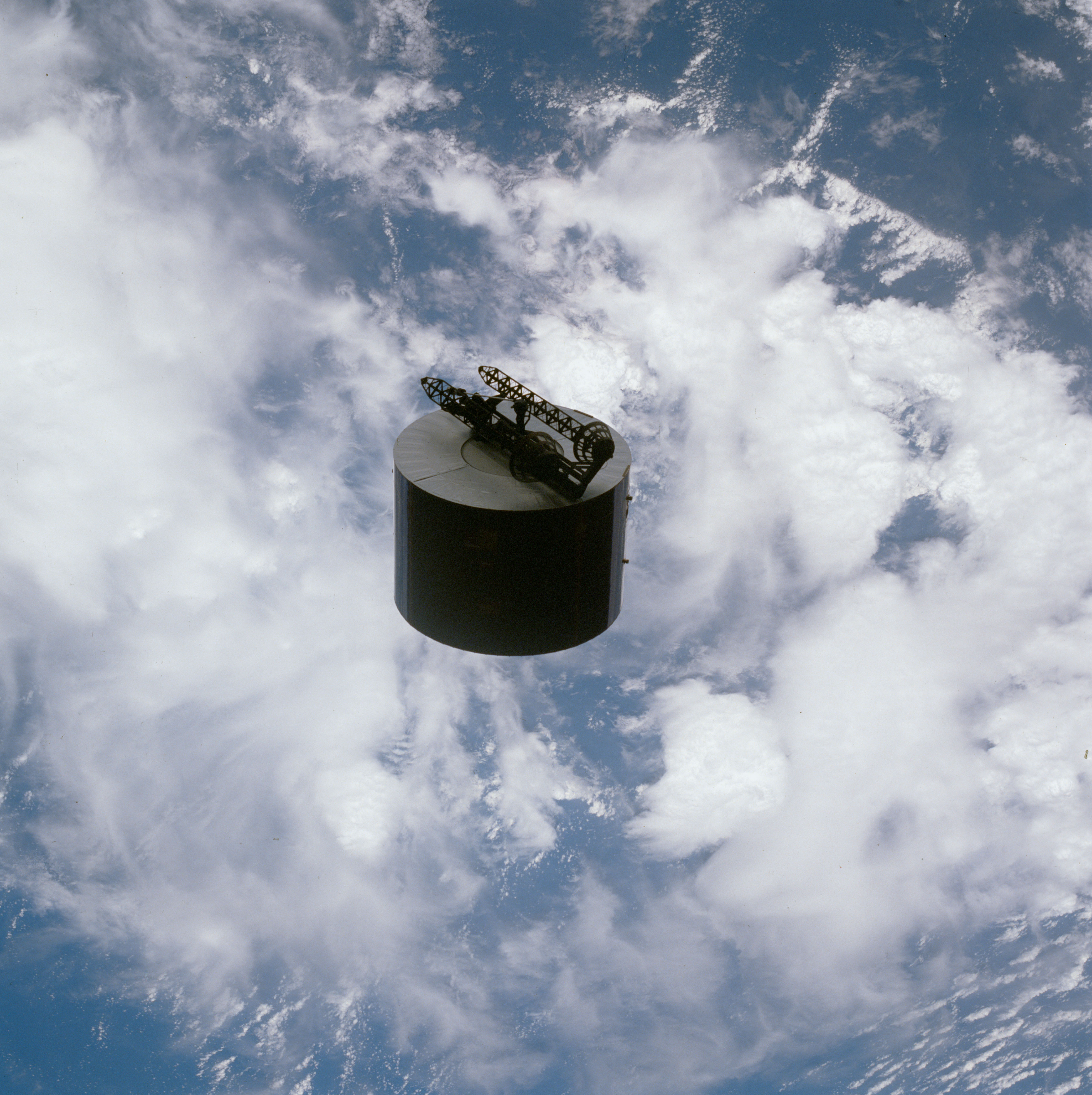
Um Syncom IV, parte do programa militar Leasat, visto em órbita.

### Características comuns
Em Setembro de 1978, a Marinha dos Estados Unidos anunciou que havia concedido à Hughes Communication Services, Inc. um contrato para fornecer um serviço de satélite para comunicação a nível mundial para o Departamento de Defesa. A materialização desse projeto, seria no formato de quatro satélites: um sobre os Estados Unidos continental (CONUS), e mais três sobre os oceanos Atlantico, Pacífico e Índico.
Cinco satélites foram encomendados, sendo um como "reserva técnica", todos baseados na plataforma HS-381. Também faziam parte do contrato os sistemas de controle embarcados e as estações em terra. A Marinha iria atuar como agente executivo representando o Departamento de Defesa. Os usuários seriam: estações aéreas, marítimas e terrestres da própria Marinha, do Exército e da Aeronáutica.
Os cinco satélites lançados nos anos 80 como parte do programa Leasat (Leasat F1 a Leasat F5) ficaram também conhecidos como Syncom IV-1 a Syncom IV-5. Esses satélites eram consideravelmente maiores que os Syncoms 1 a 3, pesando 1.3 toneladas (mais de 7 toneladas abastecido para lançamento). Medindo 4,26 m de diâmetro e 6,17 m de altura, esses foram os primeiros satélites projetados para lançamento a partir do compartimento de carga do Ônibus Espacial.
Lançados a partir do ônibus espacial, eles acionavam o motor de apogeu para atingir uma órbita de espera circular a aproximadamente 296 km de altitude com 28,6 graus de inclinação, para depois seguir para a órbita definitiva. Ao final das suas vidas úteis projetadas de 7 anos, a Marinha tinha a opção de compra de cada satélite por US$ 15 milhões.

### Leasat F2
O F2, acabou se tornando o primeiro da série a entrar em órbita com sucesso, pois o lançamento da missão encarregada de lançar o F1 foi interrompido no último instante, o F2 entrou em órbita em 30 de Agosto de 1984 por intermédio da missão STS-41-D do Discovery.

### Leasat F1
O F1, foi lançado com sucesso no final do mesmo ano, em 8 de Novembro de 1984 na missão STS-51-A do mesmo Discovery em seu segundo voo.

### Leasat F3
O Leasat F3, foi lançado pelo mesmo Discovery em 12 de Abril de 1985 na missão STS-51-D. Esse lançamento foi classificado como falha, pois o F3 não conseguiu manobrar para sua órbita geoestacionária depois de liberado.

### Leasat F4
O F4, foi mais um satélite da série, lançado pelo Discovery em 27 de Agosto de 1985 na missão STS-51-I, foi classificado como falha e mais tarde foi declarado perdido devido a perda de comunicação. Por outro lado, essa mesma missão foi usada também para capturar, consertar e lançar novamente o F3, que dessa vez acionou o seu motor de perigeu da forma prevista e entrou na órbita geoestacionária pretendida com sucesso.

### Leasat F5
O F5, construído originalmente como um "reserva" foi lançado para cobrir a perda do seu antecessor em 9 de Janeiro de 1990 na missão STS-32 do Columbia. A sua posse retornou para a Intelsat (antiga Hughes) em Fevereiro de 1997 quanto terminou o prazo de leasing para a Marinha. Em Julho de 1997, foi contratado para a Australian Defence Force, e em 2003, para o Departamento de Defesa. O satélite está atualmente posicionado a 71,5° Leste estendendo sua vida útil até 2015.

## Resumo dos lançamentos
| Data de lançamento      | Satélite  | Identificador | Lançador | Comentários                                                                                           |
| ----------------------- | --------- | ------------- | -------- | --- |
| 14 de fevereiro de 1963 | Syncom 1  | 1963-004A     | Delta B  | Não atingiu a órbita correta devido a um mal funcionamento do motor de apogeu.                        |
| 26 de julho de 1963     | Syncom 2  | 1963-031A     | Delta B  | Primeiro satélite geossíncrono                                                                        |
| 19 de agosto de 1964    | Syncom 3  | 1964-047A     | Delta D  | Primeiro satélite de telecomunicação geoestacionário                                                  |
| 30 de agosto de 1984    | Leasat F2 | 1984-113C     | STS-51-A | |
| 8 de novembro de 1984   | Leasat F1 | 1984-093C     | STS-41-D | |
| 12 de abril de 1985     | Leasat F3 | 1985-028C     | STS-51-D | Falhou em orbitar depois de lançado. Foi capturado, consertado e lançado novamente na missão seguinte |
| 27 de agosto de 1985    | Leasat F4 | 1985-076D     | STS-51-I | Satélite perdido duas semanas depois do lançamento devido a uma falha no sistema de comunicação       |
| 9 de janeiro de 1990    | Leasat F5 | 1990-002B     | STS-32   | Satélite de reserva; substituiu o Leasat F4 que havia sido perdido                                    |

## Consultas externas
- NASA Technical Note (NASA TN D-2911), "Television Tests with the Syncom II Synchonous Communications Satellite" (July 1965)
- «Satellite to open new Asia-U.S. link». New York Times. 4 de dezembro de 1963
- «Syncom 3 to be lofted today». New York Times. 19 de agosto de 1964
- «Syncom 3 is launched into a preliminary orbit». New York Times. 20 de agosto de 1964
- «Syncom is pushed into second orbit». New York Times. 21 de agosto de 1964
- «Test of Syncom 3 called successful». New York Times. 23 de agosto de 1964
- «Syncom 3 now hovering on station over Pacific». New York Times. 13 de setembro de 1964
- «Syncom 3 relaying TV over the Pacific». New York Times. 24 de setembro de 1964